# SK Šlapanice
SK Šlapanice (celým názvem: Sportovní klub Šlapanice) je český fotbalový klub, který sídlí ve Šlapanicích v Jihomoravském kraji. Založen byl roku 1921. Od sezony 1996/97 hraje v jihomoravské I. A třídě (6. nejvyšší soutěž), od sezony 2020/21 ve skupině „B“.
Největším úspěchem klubu je účast ve dvou ročnících Moravskoslezské divize (1938/39 a 1939/40), která byla za Protektorátu Čechy a Morava 2. nejvyšší soutěží. V poválečné historii se ve dvou ročnících (1949 a 1954) účastnil 3. nejvyšší soutěže, jinak se pohybuje převážně na krajské úrovni.
Nejslavnějším odchovancem klubu byl legendární František Šterc, přezdívaný Šlapanické starosta.

## Historické názvy
Zdroj: 
- 1921 – SK Šlapanice (Sportovní klub Šlapanice)
- 1948 – JTO Sokol Dehtochema Šlapanice (Jednotná tělovýchovná organisace Sokol Dehtochema Šlapanice)
- 1949 – ZSJ Dehtochema Šlapanice (Závodní sokolská jednota Dehtochema Šlapanice)
- 1953 – DSO Tatran Šlapanice (Dobrovolná sportovní organisace Tatran Šlapanice)
- 1966 – TJ Sokol Šlapanice (Tělovýchovná jednota Sokol Šlapanice)
- 1994 – SK Šlapanice (Sportovní klub Šlapanice)
- 2015 – SK Šlapanice, z. s. (Sportovní klub Šlapanice, zapsaný spolek)

## Stadion
Fotbalové hřiště se nachází ve šlapanickém sportovním areálu ve Smetanově ulici. Jeho kapacita je 400 diváků, rozměry 100x66 metrů.

## Oslavy 90. výročí klubu
Zdroje:
U příležitosti devadesátin SK Šlapanice bylo v neděli 26. června 2011 ve Šlapanicích sehráno přátelské utkání, v němž domácí účastník 6. nejvyšší soutěže velmi statečně vzdoroval z nejvyšší soutěže čerstvě sestoupivší Zbrojovce Brno.
SK Šlapanice – FC Zbrojovka Brno 0:1 (0:0)

Branka: 90. Fall.

Rozhodčí: Julínek – Líkař, Tunka.

Diváci: 600

Šlapanice: Čáslavský (Bílý) – Luner, Švehla, R. Vlach – Pavel Šamšula ml. (C), Kaláb (Mach) – Kokeš, Petr Šamšula (Konečný), M. Dítě – Kočí (Forman), Kahoun (Kamenický). Trenéři: Michal Hanzl a Pavel Šamšula st.

Zbrojovka: Bureš (46. M. Doležal I) – Pašek (46. Matyska), Pernica, Zbožínek (46. P. Buchta), Král (46. Kasálek) – Přerovský, Simerský (46. R. Buchta), Fall, Tomeček – M. Doležal II (46. T. Došek), Švancara (27. Šamánek). Trenéři: René Wagner, Marek Zúbek a Josef Hron.

## Umístění v jednotlivých sezonách
Stručný přehled
Zdroj: 
- 1935–1937: I. B třída BZMŽF – II. okrsek
- 1937–1938: I. A třída BZMŽF
- 1938–1940: Moravskoslezská divize
- 1940–1943: I. A třída BZMŽF
- 1943–1944: I. B třída BZMŽF – III. okrsek
- 1945–1946: I. B třída BZMŽF – I. okrsek
- 1946–1948: I. B třída BZMŽF – III. okrsek
- 1948: I. A třída ZMŽF – okrsek B
- 1949–1950: Mistrovství Brněnského kraje
- 1951–1952: Okresní přebor Brno-venkov
- 1953: Krajská soutěž
- 1954: Krajský přebor – Brno
- 1955: Krajská soutěž – sk. B
- 1956: I. B třída Brněnského kraje – sk. B
- 1957–1960: I. B třída Brněnského kraje – sk. C
- 1960–1961: Okresní přebor Brno-venkov
- 1961–1963: I. třída Jihomoravského kraje – sk. B
- 1963–1965: I. A třída Jihomoravského kraje – sk. B
- 1965–1969: Jihomoravský oblastní přebor
- 1969–1972: Jihomoravský župní přebor
- 1972–1973: I. A třída Jihomoravského kraje – sk. A
- 1975–1979: I. A třída Jihomoravského kraje – sk. A
- 1981–1983: I. A třída Jihomoravského kraje – sk. A
- 1983–1984: Jihomoravský krajský přebor – sk. A
- 1984–1985: Jihomoravská krajská soutěž I. třídy – sk. C
- 1991–1995: Jihomoravský župní přebor
- 1995–1996: Divize D
- 1996–1997: I. A třída Jihomoravské župy – sk. A
- 1997–2002: I. A třída Jihomoravské župy – sk. B
- 2002–2010: I. A třída Jihomoravského kraje – sk. B
- 2010–2020: I. A třída Jihomoravského kraje – sk. A
- 2020–2022: I. A třída Jihomoravského kraje – sk. B
- 2022–2023: I. A třída Jihomoravského kraje – sk. A
- 2023–: I. A třída Jihomoravského kraje – sk. B

Jednotlivé ročníky
Zdroj: 
Legenda: Z – zápasy, V – výhry, R – remízy, P – porážky, VG – vstřelené góly, OG – obdržené góly, +/− – rozdíl skóre, B – body, červené podbarvení – sestup, zelené podbarvení – postup, fialové podbarvení – reorganizace, změna skupiny či soutěže
| Československo (1935 – 1939)             |                                                                       |                                                                       |                                                                       |                                                                       |                                                                       |                                                                       |                                                                       |                                                                       |                                                                       |                                                                       |                                                                       |
| Sezóny                                   | Liga                                                                  | Úroveň                                                                | Z                                                                     | V                                                                     | R                                                                     | P                                                                     | VG                                                                    | OG                                                                    | +/−                                                                   | B                                                                     | Pozice                                                                |
| 1935/36                                  | I. B třída BZMŽF – II. okrsek                                         | 4                                                                     |                                                                       | ...                                                                   | ...                                                                   | ...                                                                   | ...                                                                   | ...                                                                   | ...                                                                   |                                                                       |                                                                       |
| 1936/37                                  | I. B třída BZMŽF – II. okrsek                                         | 4                                                                     | 19                                                                    | 16                                                                    | 1                                                                     | 2                                                                     | 75                                                                    | 23                                                                    | +52                                                                   | 33                                                                    | 1.                                                                    |
| 1937/38                                  | I. A třída BZMŽF                                                      | 3                                                                     | 26                                                                    | ...                                                                   | ...                                                                   | ...                                                                   | ...                                                                   | ...                                                                   | ...                                                                   |                                                                       | 2.                                                                    |
| 1938/39                                  | Moravskoslezská divize                                                | 2                                                                     | 22                                                                    | 7                                                                     | 4                                                                     | 11                                                                    | 54                                                                    | 56                                                                    | −2                                                                    | 18                                                                    | 9.                                                                    |
| Protektorát Čechy a Morava (1939 – 1945) |                                                                       |                                                                       |                                                                       |                                                                       |                                                                       |                                                                       |                                                                       |                                                                       |                                                                       |                                                                       |                                                                       |
| Sezóna                                   | Liga                                                                  | Úroveň                                                                | Z                                                                     | V                                                                     | R                                                                     | P                                                                     | VG                                                                    | OG                                                                    | +/−                                                                   | B                                                                     | Pozice                                                                |
| 1939/40                                  | Moravskoslezská divize                                                | 2                                                                     | 22                                                                    | 7                                                                     | 2                                                                     | 13                                                                    | 40                                                                    | 93                                                                    | −53                                                                   | 16                                                                    | 11.                                                                   |
| 1940/41                                  | I. A třída BZMŽF                                                      | 3                                                                     | 30                                                                    | ...                                                                   | ...                                                                   | ...                                                                   | ...                                                                   | ...                                                                   | ...                                                                   |                                                                       |                                                                       |
| 1941/42                                  | I. A třída BZMŽF                                                      | 3                                                                     | 23                                                                    | 7                                                                     | 5                                                                     | 11                                                                    | 49                                                                    | 64                                                                    | −15                                                                   | 19                                                                    | 10.                                                                   |
| 1942/43                                  | I. A třída BZMŽF                                                      | 3                                                                     | 26                                                                    | ...                                                                   | ...                                                                   | ...                                                                   | ...                                                                   | ...                                                                   | ...                                                                   |                                                                       |                                                                       |
| 1943/44                                  | I. B třída BZMŽF – III. okrsek                                        | 4                                                                     | 26                                                                    | 12                                                                    | 5                                                                     | 9                                                                     | 84                                                                    | 74                                                                    | +10                                                                   | 29                                                                    | 4.                                                                    |
| 1944/45                                  | Končila druhá světová válka, pravidelné fotbalové soutěže se nehrály. | Končila druhá světová válka, pravidelné fotbalové soutěže se nehrály. | Končila druhá světová válka, pravidelné fotbalové soutěže se nehrály. | Končila druhá světová válka, pravidelné fotbalové soutěže se nehrály. | Končila druhá světová válka, pravidelné fotbalové soutěže se nehrály. | Končila druhá světová válka, pravidelné fotbalové soutěže se nehrály. | Končila druhá světová válka, pravidelné fotbalové soutěže se nehrály. | Končila druhá světová válka, pravidelné fotbalové soutěže se nehrály. | Končila druhá světová válka, pravidelné fotbalové soutěže se nehrály. | Končila druhá světová válka, pravidelné fotbalové soutěže se nehrály. | Končila druhá světová válka, pravidelné fotbalové soutěže se nehrály. |
| Československo (1945 – 1993)             |                                                                       |                                                                       |                                                                       |                                                                       |                                                                       |                                                                       |                                                                       |                                                                       |                                                                       |                                                                       |                                                                       |
| Sezóny                                   | Liga                                                                  | Úroveň                                                                | Z                                                                     | V                                                                     | R                                                                     | P                                                                     | VG                                                                    | OG                                                                    | +/−                                                                   | B                                                                     | Pozice                                                                |
| 1945/46                                  | I. B třída BZMŽF – I. okrsek                                          | 4                                                                     | 28                                                                    | 17                                                                    | 1                                                                     | 10                                                                    | 75                                                                    | 70                                                                    | +5                                                                    | 35                                                                    | 5.                                                                    |
| 1946/47                                  | I. B třída BZMŽF – III. okrsek                                        | 4                                                                     | 26                                                                    | 13                                                                    | 0                                                                     | 13                                                                    | 94                                                                    | 63                                                                    | +31                                                                   | 26                                                                    | 6.                                                                    |
| 1947/48                                  | I. B třída BZMŽF – III. okrsek                                        | 4                                                                     | 24                                                                    | 15                                                                    | 3                                                                     | 6                                                                     | 102                                                                   | 59                                                                    | +43                                                                   | 33                                                                    | 1.                                                                    |
| 1948                                     | I. A třída ZMŽF – okrsek B                                            | 4                                                                     | 11                                                                    | 7                                                                     | 0                                                                     | 4                                                                     | 36                                                                    | 23                                                                    | +13                                                                   | 14                                                                    | 3.                                                                    |
| 1949                                     | Mistrovství Brněnského kraje                                          | 3                                                                     | 26                                                                    | 16                                                                    | 1                                                                     | 9                                                                     | 60                                                                    | 54                                                                    | +6                                                                    | 33                                                                    | 4.                                                                    |
| 1950                                     | Mistrovství Brněnského kraje                                          | 4                                                                     | 26                                                                    | 6                                                                     | 1                                                                     | 19                                                                    | 40                                                                    | 117                                                                   | −77                                                                   | 13                                                                    | 14.                                                                   |
| ...                                      |                                                                       |                                                                       |                                                                       |                                                                       |                                                                       |                                                                       |                                                                       |                                                                       |                                                                       |                                                                       |                                                                       |
| 1953                                     | Krajská soutěž – sk. I                                                | 4                                                                     | 22                                                                    | 17                                                                    | 1                                                                     | 4                                                                     | 100                                                                   | 41                                                                    | +59                                                                   | 35                                                                    | 1.                                                                    |
| 1954                                     | Krajský přebor – Brno                                                 | 3                                                                     | 22                                                                    | 2                                                                     | 1                                                                     | 19                                                                    | 28                                                                    | 80                                                                    | −52                                                                   | 5                                                                     | 12.                                                                   |
| 1955                                     | Krajská soutěž – sk. B                                                | 5                                                                     | 22                                                                    | 14                                                                    | 3                                                                     | 5                                                                     | 62                                                                    | 45                                                                    | +17                                                                   | 31                                                                    | 3.                                                                    |
| 1956                                     | I. B třída Brněnského kraje – sk. B                                   | 5                                                                     | 22                                                                    | 9                                                                     | 4                                                                     | 9                                                                     | 53                                                                    | 55                                                                    | −2                                                                    | 22                                                                    | 4.                                                                    |
| 1957/58                                  | I. B třída Brněnského kraje – sk. C                                   | 5                                                                     | 33                                                                    | 17                                                                    | 7                                                                     | 9                                                                     | 97                                                                    | 56                                                                    | +41                                                                   | 41                                                                    | 2.                                                                    |
| 1958/59                                  | I. B třída Brněnského kraje – sk. C                                   | 5                                                                     | 22                                                                    | 8                                                                     | 4                                                                     | 10                                                                    | 46                                                                    | 46                                                                    | 0                                                                     | 20                                                                    | 8.                                                                    |
| 1959/60                                  | I. B třída Brněnského kraje – sk. C                                   | 5                                                                     | 22                                                                    | 8                                                                     | 2                                                                     | 12                                                                    | 37                                                                    | 40                                                                    | −3                                                                    | 18                                                                    | 10.                                                                   |
| 1960/61                                  | Okresní přebor Brno-venkov                                            | 5                                                                     | 22                                                                    | 16                                                                    | 2                                                                     | 4                                                                     | 54                                                                    | 28                                                                    | +26                                                                   | 34                                                                    | 1.                                                                    |
| 1961/62                                  | I. třída Jihomoravského kraje – sk. B                                 | 4                                                                     | 26                                                                    | 13                                                                    | 5                                                                     | 8                                                                     | 52                                                                    | 38                                                                    | +14                                                                   | 31                                                                    | 5.                                                                    |
| 1962/63                                  | I. třída Jihomoravského kraje – sk. B                                 | 4                                                                     | 26                                                                    | 12                                                                    | 4                                                                     | 10                                                                    | 52                                                                    | 42                                                                    | +10                                                                   | 28                                                                    | 6.                                                                    |
| 1963/64                                  | I. A třída Jihomoravského kraje – sk. B                               | 4                                                                     | 26                                                                    | 13                                                                    | 2                                                                     | 11                                                                    | 63                                                                    | 54                                                                    | +9                                                                    | 28                                                                    | 3.                                                                    |
| 1964/65                                  | I. A třída Jihomoravského kraje – sk. B                               | 4                                                                     | 26                                                                    | 16                                                                    | 4                                                                     | 6                                                                     | 48                                                                    | 30                                                                    | +18                                                                   | 36                                                                    | 3.                                                                    |
| 1965/66                                  | Jihomoravský oblastní přebor                                          | 4                                                                     | 26                                                                    | 13                                                                    | 4                                                                     | 9                                                                     | 60                                                                    | 46                                                                    | +14                                                                   | 30                                                                    | 4.                                                                    |
| 1966/67                                  | Jihomoravský oblastní přebor                                          | 4                                                                     | 26                                                                    | 10                                                                    | 5                                                                     | 11                                                                    | 43                                                                    | 47                                                                    | −4                                                                    | 25                                                                    | 9.                                                                    |
| 1967/68                                  | Jihomoravský oblastní přebor                                          | 4                                                                     | 26                                                                    | 14                                                                    | 4                                                                     | 8                                                                     | 51                                                                    | 42                                                                    | +9                                                                    | 32                                                                    | 4.                                                                    |
| 1968/69                                  | Jihomoravský oblastní přebor                                          | 4                                                                     | 26                                                                    | 2                                                                     | 6                                                                     | 18                                                                    | 29                                                                    | 61                                                                    | −32                                                                   | 10                                                                    | 14.                                                                   |
| 1969/70                                  | Jihomoravský župní přebor                                             | 5                                                                     | 26                                                                    | 9                                                                     | 12                                                                    | 5                                                                     | 41                                                                    | 29                                                                    | +12                                                                   | 34                                                                    | 5.                                                                    |
| 1970/71                                  | Jihomoravský župní přebor                                             | 5                                                                     | 26                                                                    | 8                                                                     | 4                                                                     | 14                                                                    | 24                                                                    | 41                                                                    | −17                                                                   | 20                                                                    | 9.                                                                    |
| 1971/72                                  | Jihomoravský župní přebor                                             | 5                                                                     | 26                                                                    | 8                                                                     | 9                                                                     | 9                                                                     | 29                                                                    | 31                                                                    | −2                                                                    | 25                                                                    | 9.                                                                    |
| 1972/73                                  | I. A třída Jihomoravského kraje – sk. A                               | 6                                                                     | 26                                                                    | 13                                                                    | 6                                                                     | 7                                                                     | 37                                                                    | 31                                                                    | +6                                                                    | 32                                                                    | 3.                                                                    |
| ...                                      |                                                                       |                                                                       |                                                                       |                                                                       |                                                                       |                                                                       |                                                                       |                                                                       |                                                                       |                                                                       |                                                                       |
| 1975/76                                  | I. A třída Jihomoravského kraje – sk. A                               | 6                                                                     | 26                                                                    | 10                                                                    | 7                                                                     | 9                                                                     | 38                                                                    | 37                                                                    | +1                                                                    | 27                                                                    | 5.                                                                    |
| 1976/77                                  | I. A třída Jihomoravského kraje – sk. A                               | 6                                                                     | 26                                                                    | 11                                                                    | 9                                                                     | 6                                                                     | 45                                                                    | 25                                                                    | +20                                                                   | 31                                                                    | 5.                                                                    |
| 1977/78                                  | I. A třída Jihomoravského kraje – sk. A                               | 5                                                                     | 26                                                                    | 11                                                                    | 7                                                                     | 8                                                                     | 38                                                                    | 26                                                                    | +12                                                                   | 29                                                                    | 4.                                                                    |
| 1978/79                                  | I. A třída Jihomoravského kraje – sk. A                               | 5                                                                     | 26                                                                    | 11                                                                    | 5                                                                     | 10                                                                    | 42                                                                    | 35                                                                    | +7                                                                    | 27                                                                    | 10.                                                                   |
| ...                                      |                                                                       |                                                                       |                                                                       |                                                                       |                                                                       |                                                                       |                                                                       |                                                                       |                                                                       |                                                                       |                                                                       |
| 1981/82                                  | I. A třída Jihomoravského kraje – sk. A                               | 6                                                                     | 30                                                                    | 10                                                                    | 7                                                                     | 13                                                                    | 39                                                                    | 42                                                                    | −3                                                                    | 27                                                                    | 10.                                                                   |
| 1982/83                                  | I. A třída Jihomoravského kraje – sk. A                               | 6                                                                     | 30                                                                    | 14                                                                    | 8                                                                     | 8                                                                     | 57                                                                    | 43                                                                    | +14                                                                   | 36                                                                    | 4.                                                                    |
| 1983/84                                  | Jihomoravský krajský přebor – sk. A                                   | 5                                                                     | 26                                                                    | 5                                                                     | 5                                                                     | 16                                                                    | 20                                                                    | 55                                                                    | −35                                                                   | 15                                                                    | 14.                                                                   |
| 1984/85                                  | Jihomoravská krajská soutěž I. třídy – sk. C                          | 6                                                                     | 30                                                                    | 13                                                                    | 7                                                                     | 10                                                                    | 57                                                                    | 45                                                                    | +12                                                                   | 33                                                                    | 4.                                                                    |
| ...                                      |                                                                       |                                                                       |                                                                       |                                                                       |                                                                       |                                                                       |                                                                       |                                                                       |                                                                       |                                                                       |                                                                       |
| 1991/92                                  | Jihomoravský župní přebor                                             | 5                                                                     | 26                                                                    | 11                                                                    | 7                                                                     | 8                                                                     | 40                                                                    | 30                                                                    | +10                                                                   | 29                                                                    | 4.                                                                    |
| 1992/93                                  | Jihomoravský župní přebor                                             | 5                                                                     | 26                                                                    | 9                                                                     | 9                                                                     | 8                                                                     | 35                                                                    | 36                                                                    | −1                                                                    | 27                                                                    | 6.                                                                    |
| Česko (1993 – )                          |                                                                       |                                                                       |                                                                       |                                                                       |                                                                       |                                                                       |                                                                       |                                                                       |                                                                       |                                                                       |                                                                       |
| Sezóna                                   | Liga                                                                  | Úroveň                                                                | Z                                                                     | V                                                                     | R                                                                     | P                                                                     | VG                                                                    | OG                                                                    | +/−                                                                   | B                                                                     | Pozice                                                                |
| 1993/94                                  | Jihomoravský župní přebor                                             | 5                                                                     | 30                                                                    | 13                                                                    | 7                                                                     | 10                                                                    | 39                                                                    | 33                                                                    | +6                                                                    | 33                                                                    | 5.                                                                    |
| 1994/95                                  | Jihomoravský župní přebor                                             | 5                                                                     | 30                                                                    | 18                                                                    | 7                                                                     | 5                                                                     | 47                                                                    | 25                                                                    | +22                                                                   | 61                                                                    | 1.                                                                    |
| 1995/96                                  | Divize D                                                              | 4                                                                     | 30                                                                    | 11                                                                    | 9                                                                     | 10                                                                    | 35                                                                    | 30                                                                    | +5                                                                    | 42                                                                    | 5.                                                                    |
| 1996/97                                  | I. A třída Jihomoravské župy – sk. A                                  | 6                                                                     | 26                                                                    | 12                                                                    | 7                                                                     | 7                                                                     | 53                                                                    | 34                                                                    | +19                                                                   | 31                                                                    | 5.                                                                    |
| 1997/98                                  | I. A třída Jihomoravské župy – sk. B                                  | 6                                                                     | 26                                                                    | 14                                                                    | 1                                                                     | 11                                                                    | 52                                                                    | 39                                                                    | +13                                                                   | 29                                                                    | 3.                                                                    |
| 1998/99                                  | I. A třída Jihomoravské župy – sk. B                                  | 6                                                                     | 26                                                                    | 9                                                                     | 8                                                                     | 9                                                                     | 29                                                                    | 33                                                                    | −4                                                                    | 26                                                                    | 6.                                                                    |
| 1999/00                                  | I. A třída Jihomoravské župy – sk. B                                  | 6                                                                     | 26                                                                    | ...                                                                   | ...                                                                   | ...                                                                   | ...                                                                   | ...                                                                   | ...                                                                   |                                                                       |                                                                       |
| 2000/01                                  | I. A třída Jihomoravské župy – sk. B                                  | 6                                                                     | 26                                                                    | 7                                                                     | 10                                                                    | 9                                                                     | 31                                                                    | 32                                                                    | −1                                                                    | 31                                                                    | 11.                                                                   |
| 2001/02                                  | I. A třída Jihomoravské župy – sk. B                                  | 6                                                                     | 26                                                                    | 13                                                                    | 4                                                                     | 9                                                                     | 40                                                                    | 33                                                                    | +7                                                                    | 43                                                                    | 4.                                                                    |
| 2002/03                                  | I. A třída Jihomoravského kraje – sk. B                               | 6                                                                     | 26                                                                    | 12                                                                    | 7                                                                     | 7                                                                     | 47                                                                    | 28                                                                    | +19                                                                   | 43                                                                    | 3.                                                                    |
| 2003/04                                  | I. A třída Jihomoravského kraje – sk. B                               | 6                                                                     | 26                                                                    | 9                                                                     | 9                                                                     | 8                                                                     | 32                                                                    | 29                                                                    | +3                                                                    | 36                                                                    | 7.                                                                    |
| 2004/05                                  | I. A třída Jihomoravského kraje – sk. B                               | 6                                                                     | 26                                                                    | 15                                                                    | 4                                                                     | 7                                                                     | 49                                                                    | 35                                                                    | +14                                                                   | 49                                                                    | 4.                                                                    |
| 2005/06                                  | I. A třída Jihomoravského kraje – sk. B                               | 6                                                                     | 26                                                                    | 13                                                                    | 7                                                                     | 6                                                                     | 46                                                                    | 33                                                                    | +13                                                                   | 46                                                                    | 3.                                                                    |
| 2006/07                                  | I. A třída Jihomoravského kraje – sk. B                               | 6                                                                     | 26                                                                    | 10                                                                    | 5                                                                     | 11                                                                    | 32                                                                    | 44                                                                    | −12                                                                   | 35                                                                    | 8.                                                                    |
| 2007/08                                  | I. A třída Jihomoravského kraje – sk. B                               | 6                                                                     | 26                                                                    | 13                                                                    | 4                                                                     | 9                                                                     | 49                                                                    | 39                                                                    | +10                                                                   | 43                                                                    | 2.                                                                    |
| 2008/09                                  | I. A třída Jihomoravského kraje – sk. B                               | 6                                                                     | 26                                                                    | 11                                                                    | 5                                                                     | 10                                                                    | 37                                                                    | 42                                                                    | −5                                                                    | 38                                                                    | 6.                                                                    |
| 2009/10                                  | I. A třída Jihomoravského kraje – sk. B                               | 6                                                                     | 26                                                                    | 7                                                                     | 5                                                                     | 14                                                                    | 23                                                                    | 46                                                                    | −23                                                                   | 26                                                                    | 12.                                                                   |
| 2010/11                                  | I. A třída Jihomoravského kraje – sk. A                               | 6                                                                     | 26                                                                    | 9                                                                     | 4                                                                     | 13                                                                    | 38                                                                    | 38                                                                    | 0                                                                     | 31                                                                    | 10.                                                                   |
| 2011/12                                  | I. A třída Jihomoravského kraje – sk. A                               | 6                                                                     | 26                                                                    | 8                                                                     | 10                                                                    | 8                                                                     | 36                                                                    | 34                                                                    | +2                                                                    | 34                                                                    | 10.                                                                   |
| 2012/13                                  | I. A třída Jihomoravského kraje – sk. A                               | 6                                                                     | 26                                                                    | 9                                                                     | 7                                                                     | 10                                                                    | 34                                                                    | 37                                                                    | −3                                                                    | 34                                                                    | 7.                                                                    |
| 2013/14                                  | I. A třída Jihomoravského kraje – sk. A                               | 6                                                                     | 26                                                                    | 8                                                                     | 6                                                                     | 12                                                                    | 41                                                                    | 49                                                                    | −8                                                                    | 30                                                                    | 11.                                                                   |
| 2014/15                                  | I. A třída Jihomoravského kraje – sk. A                               | 6                                                                     | 26                                                                    | 6                                                                     | 11                                                                    | 9                                                                     | 43                                                                    | 42                                                                    | +1                                                                    | 29                                                                    | 10.                                                                   |
| 2015/16                                  | I. A třída Jihomoravského kraje – sk. A                               | 6                                                                     | 26                                                                    | 10                                                                    | 5                                                                     | 11                                                                    | 40                                                                    | 41                                                                    | −1                                                                    | 35                                                                    | 9.                                                                    |
| 2016/17                                  | I. A třída Jihomoravského kraje – sk. A                               | 6                                                                     | 26                                                                    | 10                                                                    | 3                                                                     | 13                                                                    | 38                                                                    | 47                                                                    | −9                                                                    | 33                                                                    | 9.                                                                    |
| 2017/18                                  | I. A třída Jihomoravského kraje – sk. A                               | 6                                                                     | 26                                                                    | 6                                                                     | 6                                                                     | 14                                                                    | 26                                                                    | 61                                                                    | −35                                                                   | 24                                                                    | 11.                                                                   |
| 2018/19                                  | I. A třída Jihomoravského kraje – sk. A                               | 6                                                                     | 26                                                                    | 6                                                                     | 6                                                                     | 14                                                                    | 34                                                                    | 60                                                                    | −26                                                                   | 24                                                                    | 12.                                                                   |
| 2019/20                                  | I. A třída Jihomoravského kraje – sk. A                               | 6                                                                     | 13                                                                    | 5                                                                     | 2                                                                     | 6                                                                     | 27                                                                    | 31                                                                    | −4                                                                    | 17                                                                    | 9.                                                                    |
| 2020/21                                  | I. A třída Jihomoravského kraje – sk. B                               | 6                                                                     | 9                                                                     | 3                                                                     | 0                                                                     | 6                                                                     | 15                                                                    | 24                                                                    | −9                                                                    | 9                                                                     | 10.                                                                   |
| 2021/22                                  | I. A třída Jihomoravského kraje – sk. B                               | 6                                                                     | 26                                                                    | 6                                                                     | 2                                                                     | 18                                                                    | 33                                                                    | 78                                                                    | −45                                                                   | 20                                                                    | 12.                                                                   |
| 2022/23                                  | I. A třída Jihomoravského kraje – sk. A                               | 6                                                                     | 26                                                                    | 8                                                                     | 4                                                                     | 14                                                                    | 34                                                                    | 58                                                                    | −24                                                                   | 28                                                                    | 12.                                                                   |
| 2023/24                                  | I. A třída Jihomoravského kraje – sk. B                               | 6                                                                     | 26                                                                    | 4                                                                     | 2                                                                     | 20                                                                    | 26                                                                    | 69                                                                    | −43                                                                   | 14                                                                    | 13.                                                                   |
| 2024/25                                  | I. A třída Jihomoravského kraje – sk. B                               | 6                                                                     | 26                                                                    | 9                                                                     | 2                                                                     | 15                                                                    | 26                                                                    | 48                                                                    | −22                                                                   | 29                                                                    | 11.                                                                   |

Poznámky:
- 1936/37: Stav před posledním utkáním, Šlapanice již nemohly být předstiženy.
- 1941/42: Soutěž byla ukončena v neděli 2. srpna 1942.[13] Poslední zápas ročníku, po němž měla všechna mužstva shodný počet 23 odehraných utkání, se hrál v neděli 16. srpna 1942 v Hodoníně a domácí SK Moravia v něm prohrála s SK Bystrc 1:3 (poločas 1:0).[44]
- 1957/58: Tento ročník byl hrán tříkolově (návrat k systému podzim–jaro od 1958/59).
- 1968/69: Po sezoně proběhla reorganizace soutěží.
- 1969/70: V této sezoně byl uplatněn tento způsob bodování: za remízu 0:0 neobdrželo bod ani jedno z mužstev (za jakoukoli jinou remízu si mužstva standardně rozdělila po bodu), za vítězství o dvě a více branek byly udělovány 3 body (za jednogólovou výhru bral vítěz standardní 2 body).[22]
- 1976/77: Po sezoně proběhla reorganizace nižších soutěží.
- 1980/81: Po sezoně proběhla reorganizace nižších soutěží.
- 1982/83: Po sezoně proběhla reorganizace krajských soutěží.
- 1995/96: Po sezoně klub prodal divizní licenci Zemanu Brno a v sezoně 1996/97 nastupoval jako FC Zeman Brno „B“.
- 2019/20 a 2020/21: Tyto dvě sezony byly ukončeny předčasně z důvodu pandemie covidu-19 v Česku.

## SK Šlapanice „B“
SK Šlapanice „B“ je rezervním mužstvem Šlapanic, které se pohybuje převážně v okresních soutěžích. Od sezony 2012/13 hraje Okresní soutěž Brno-venkov – sk. A (9. nejvyšší soutěž).

### Umístění v jednotlivých sezonách
Stručný přehled
Zdroj: 
- 1985–1988: Okresní přebor Brno-venkov – sk. A
- 1995–1999: Okresní přebor Brno-venkov – sk. A
- 1999–2008: Okresní přebor Brno-venkov
- 2008–2009: I. B třída Jihomoravského kraje – sk. B
- 2009–2012: Okresní přebor Brno-venkov
- 2012– : Okresní soutěž Brno-venkov – sk. A

Jednotlivé ročníky
Zdroj: 
Legenda: Z – zápasy, V – výhry, R – remízy, P – porážky, VG – vstřelené góly, OG – obdržené góly, +/− – rozdíl skóre, B – body, červené podbarvení – sestup, zelené podbarvení – postup, fialové podbarvení – reorganizace, změna skupiny či soutěže
| Československo (1985 – 1993) |                                         |        |    |    |    |    |    |    |     |    |        |
| Sezóny                       | Liga                                    | Úroveň | Z  | V  | R  | P  | VG | OG | +/− | B  | Pozice |
| 1985/86                      | Okresní přebor Brno-venkov – sk. A      | 7      | 22 | 8  | 4  | 10 | 33 | 46 | −13 | 20 | 8.     |
| 1986/87                      | Okresní přebor Brno-venkov – sk. A      | 8      | 22 | 9  | 4  | 9  | 54 | 43 | +11 | 22 | 8.     |
| 1987/88                      | Okresní přebor Brno-venkov – sk. A      | 8      | 26 | 2  | 3  | 21 | 26 | 97 | −71 | 7  | 14.    |
| ...                          |                                         |        |    |    |    |    |    |    |     |    |        |
| Česko (1993 – )              |                                         |        |    |    |    |    |    |    |     |    |        |
| Sezóna                       | Liga                                    | Úroveň | Z  | V  | R  | P  | VG | OG | +/− | B  | Pozice |
| ...                          |                                         |        |    |    |    |    |    |    |     |    |        |
| 1995/96                      | Okresní přebor Brno-venkov – sk. A      | 8      | 30 | 12 | 8  | 10 | 71 | 53 | +18 | 44 | 5.     |
| 1996/97                      | Okresní přebor Brno-venkov – sk. A      | 8      | 30 | 10 | 11 | 9  | 48 | 40 | +8  | 41 | 9.     |
| 1997/98                      | Okresní přebor Brno-venkov – sk. A      | 8      | 30 | 10 | 6  | 14 | 65 | 68 | −3  | 36 | 11.    |
| 1998/99                      | Okresní přebor Brno-venkov – sk. A      | 8      | 30 | 12 | 2  | 16 | 56 | 54 | +2  | 38 | 11.    |
| 1999/00                      | Okresní přebor Brno-venkov              | 8      | 30 | 11 | 7  | 12 | 45 | 45 | 0   | 40 | 8.     |
| 2000/01                      | Okresní přebor Brno-venkov              | 8      | 30 | 9  | 8  | 13 | 43 | 55 | −12 | 35 | 11.    |
| 2001/02                      | Okresní přebor Brno-venkov              | 8      | 30 | 17 | 5  | 8  | 65 | 36 | +29 | 56 | 3.     |
| 2002/03                      | Okresní přebor Brno-venkov              | 8      | 26 | 10 | 5  | 11 | 47 | 45 | +2  | 35 | 10.    |
| 2003/04                      | Okresní přebor Brno-venkov              | 8      | 26 | 10 | 5  | 11 | 47 | 35 | +12 | 35 | 8.     |
| 2004/05                      | Okresní přebor Brno-venkov              | 8      | 26 | 9  | 4  | 13 | 37 | 43 | −6  | 31 | 10.    |
| 2005/06                      | Okresní přebor Brno-venkov              | 8      | 26 | 9  | 6  | 11 | 36 | 45 | −9  | 33 | 10.    |
| 2006/07                      | Okresní přebor Brno-venkov              | 8      | 26 | 9  | 11 | 6  | 50 | 35 | +15 | 38 | 7.     |
| 2007/08                      | Okresní přebor Brno-venkov              | 8      | 26 | 13 | 6  | 7  | 42 | 30 | +12 | 45 | 2.     |
| 2008/09                      | I. B třída Jihomoravského kraje – sk. B | 7      | 26 | 5  | 7  | 14 | 31 | 56 | −25 | 22 | 13.    |
| 2009/10                      | Okresní přebor Brno-venkov              | 8      | 26 | 10 | 9  | 7  | 47 | 34 | +13 | 39 | 4.     |
| 2010/11                      | Okresní přebor Brno-venkov              | 8      | 26 | 8  | 8  | 10 | 35 | 35 | 0   | 32 | 9.     |
| 2011/12                      | Okresní přebor Brno-venkov              | 8      | 26 | 8  | 3  | 15 | 32 | 64 | −32 | 27 | 13.    |
| 2012/13                      | Okresní soutěž Brno-venkov – sk. A      | 9      | 26 | 12 | 8  | 6  | 53 | 32 | +21 | 44 | 3.     |
| 2013/14                      | Okresní soutěž Brno-venkov – sk. A      | 9      | 26 | 9  | 6  | 11 | 49 | 53 | −4  | 33 | 8.     |
| 2014/15                      | Okresní soutěž Brno-venkov – sk. A      | 9      | 26 | 16 | 6  | 4  | 63 | 32 | +31 | 54 | 2.     |
| 2015/16                      | Okresní soutěž Brno-venkov – sk. A      | 9      | 26 | 18 | 1  | 7  | 74 | 26 | +48 | 55 | 3.     |
| 2016/17                      | Okresní soutěž Brno-venkov – sk. A      | 9      | 26 | 16 | 6  | 4  | 73 | 26 | +47 | 54 | 3.     |
| 2017/18                      | Okresní soutěž Brno-venkov – sk. A      | 9      | 26 | 14 | 3  | 9  | 69 | 39 | +30 | 45 | 4.     |
| 2018/19                      | Okresní soutěž Brno-venkov – sk. A      | 9      | 26 | 16 | 5  | 5  | 68 | 33 | +35 | 53 | 1.     |
| 2019/20                      | Okresní soutěž Brno-venkov – sk. A      | 9      | 13 | 7  | 2  | 4  | 24 | 25 | −1  | 23 | 6.     |
| 2020/21                      | Okresní soutěž Brno-venkov – sk. A      | 9      | 10 | 3  | 0  | 7  | 17 | 35 | −18 | 9  | 12.    |
| 2021/22                      | Okresní soutěž Brno-venkov – sk. A      | 9      | 26 | 6  | 4  | 16 | 43 | 79 | −36 | 22 | 12.    |
| 2022/23                      | Okresní soutěž Brno-venkov – sk. A      | 9      | 22 | 14 | 2  | 6  | 64 | 33 | +31 | 44 | 3.     |
| 2023/24                      | Okresní soutěž Brno-venkov – sk. A      | 9      | 26 | 16 | 3  | 7  | 85 | 44 | +41 | 51 | 3.     |
| 2024/25                      | Okresní soutěž Brno-venkov – sk. A      | 9      |    |    |    |    |    |    |     |    |        |

Poznámky:
- 1996/97: Mužstvo vystupovalo jako FC Zeman Brno „C“.[45]
- 2007/08: Postoupilo taktéž vítězné mužstvo SK Moutnice.[48]
- 2015/16: Utkání s RAFK Rajhrad „B“, které mělo být sehráno 18. června 2016 (16:30) v Rajhradě, bylo kontumováno 3:0 ve prospěch domácích. Šlapaničtí se k němu nedostavili.[50]
- 2018/19: Vítězné B-mužstvo Šlapanic se postupu vzdalo.[49]
- 2019/20 a 2020/21: Tyto dvě sezony byly ukončeny předčasně z důvodu pandemie covidu-19 v Česku.

## SK Šlapanice „C“
SK Šlapanice „C“ byl druhým rezervním týmem Šlapanic. V období 2007/08 – podzim 2014 hrál Základní třídu Brno-venkov – sk. A (nejnižší, resp. 10. nejvyšší soutěž).

### Umístění v jednotlivých sezonách
Stručný přehled
Zdroj: 
- 2007–2014: Základní třída Brno-venkov – sk. A

Jednotlivé ročníky
Zdroj: 
Legenda: Z – zápasy, V – výhry, R – remízy, P – porážky, VG – vstřelené góly, OG – obdržené góly, +/− – rozdíl skóre, B – body, červené podbarvení – sestup, zelené podbarvení – postup, fialové podbarvení – reorganizace, změna skupiny či soutěže
| Česko (2007 – 2014) |                                    |        |                                                                |                                                                |                                                                |                                                                |                                                                |                                                                |                                                                |                                                                |                                                                |
| Sezóny              | Liga                               | Úroveň | Z                                                              | V                                                              | R                                                              | P                                                              | VG                                                             | OG                                                             | +/−                                                            | B                                                              | Pozice                                                         |
| 2007/08             | Základní třída Brno-venkov – sk. A | 10     | 22                                                             | 15                                                             | 4                                                              | 3                                                              | 64                                                             | 21                                                             | +43                                                            | 49                                                             | 2.                                                             |
| 2008/09             | Základní třída Brno-venkov – sk. A | 10     | 24                                                             | 19                                                             | 2                                                              | 3                                                              | 71                                                             | 24                                                             | +47                                                            | 59                                                             | 1.                                                             |
| 2009/10             | Základní třída Brno-venkov – sk. A | 10     | 24                                                             | 17                                                             | 2                                                              | 5                                                              | 74                                                             | 27                                                             | +47                                                            | 53                                                             | 1.                                                             |
| 2010/11             | Základní třída Brno-venkov – sk. A | 10     | 22                                                             | 12                                                             | 7                                                              | 3                                                              | 63                                                             | 22                                                             | +41                                                            | 43                                                             | 2.                                                             |
| 2011/12             | Základní třída Brno-venkov – sk. A | 10     | 22                                                             | 14                                                             | 2                                                              | 6                                                              | 50                                                             | 28                                                             | +22                                                            | 44                                                             | 3.                                                             |
| 2012/13             | Základní třída Brno-venkov – sk. A | 10     | 28                                                             | 21                                                             | 3                                                              | 4                                                              | 76                                                             | 29                                                             | +47                                                            | 66                                                             | 2.                                                             |
| 2013/14             | Základní třída Brno-venkov – sk. A | 10     | 30                                                             | 17                                                             | 5                                                              | 8                                                              | 76                                                             | 44                                                             | +32                                                            | 56                                                             | 3.                                                             |
| 2014/15             | Základní třída Brno-venkov – sk. A | 10     | Mužstvo se po podzimu odhlásilo, jeho výsledky byly anulovány. | Mužstvo se po podzimu odhlásilo, jeho výsledky byly anulovány. | Mužstvo se po podzimu odhlásilo, jeho výsledky byly anulovány. | Mužstvo se po podzimu odhlásilo, jeho výsledky byly anulovány. | Mužstvo se po podzimu odhlásilo, jeho výsledky byly anulovány. | Mužstvo se po podzimu odhlásilo, jeho výsledky byly anulovány. | Mužstvo se po podzimu odhlásilo, jeho výsledky byly anulovány. | Mužstvo se po podzimu odhlásilo, jeho výsledky byly anulovány. | Mužstvo se po podzimu odhlásilo, jeho výsledky byly anulovány. |

Poznámky:
- 2008/09: Vítězné C-mužstvo Šlapanic se postupu vzdalo.[48]
- 2009/10: Vítězné C-mužstvo Šlapanic se postupu vzdalo.[48]